# Hipatija
Hipatija (grč. Ὑπατία, Hypatía) (Aleksandrija, o. 370. – Aleksandrija, o. 415.), grčka neoplatoničarska filozofkinja i matematičarka. Predavala je filozofiju, matematiku, geometriju i astronomiju.
U suvremenoj popularnoj kulturi popularizirana je filmom Agora režisera Alejandra Amenábara iz 2009. godine.

## Životopis
Kći je matematičara Teona iz Aleksandrije. Bila je pristaša Platonove filozofije, a oko 400. godine postala je voditeljica filozofske škole u Aleksandriji. Oko nje okupljali su se nekršćanski filozofi u Aleksandriji, privučeni njenom inteligencijom, elokvencijom, skromnošću i ljepotom.
Djela su joj izgubljena, a vijesti o njoj sačuvane su kod njezinih učenika Sinezija i Damaskiosa.
Najpouzdaniji izvještaj o njenoj smrti nalazimo kod njenog suvremenika Sokrata Skolastika, crkvenog povjesničara koji je djelovao u Konstantinopolu: on opisuje da se među kršćanima u Aleksandriji raširilo mišljenje da je Hipatija kriva za tešku zavadu između aleksandrijskog biskupa Ćirila i rimskog prefekta Oresta: ljutita rulja ju je izvukla iz kočije, odvukla u crkvu zvanu Caesareum, gdje su je svukli dogola i ubili je opekama; potom su njeno tijelo raskomadali, a dijelove spalili na drugom mjestu. Skolastik u svojem crkvenopovijesnom tekstu oštro osuđuje takvo brutalno političko nasilje.
Koptski biskup Ivan, koji je upravljao kršćanskim samostanima u Gornjem Egiptu na kraju VII. stoljeća, u svojim Kronikama o predaji piše da se Hipatija koristila astrolabom, zbog čega su je poslije neki spominjali kao izumiteljicu te sprave, makar je ona konstruirana barem stoljeće prije Hipatije (te je sačuvan spis Hipatijinog oca Teona, koji objašnjava rad astrolaba).
Među njenim učenicima je kršćanski neoplatonski filozof Sinezije, biskup Cirene (c.370.-c.413.).